# HexChat
HexChatは開発が終了したIRCクライアントであり、XChatのフォークである。タブ付きドキュメントインターフェイスかツリーインターフェイスのどちらかを選択でき、複数のサーバーをサポートしており、多数の設定オプションがある。コマンドラインバージョンとグラフィカルバージョンの両方が利用可能である。
クライアントはMicrosoft WindowsおよびUnix系オペレーティングシステムで実行可能であり、多くのLinuxディストリビューションではリポジトリにパッケージが含まれている。

## 歴史
XChat-WDK（XChat Windows Driver Kit）プロジェクトは2010年に開始され、当初はWindowsのみを対象としていた。プロジェクトの当初の目標はXChatとの統合であり、Windowsのバグ修正などが主であったが、新機能の追加なども行われるようになり、Windows以外のプラットフォームもサポートすることが合理的であると考えられるようになった。2012年7月6日、XChat-WDKは正式にHexChatに名前を変更した。
プロジェクトは、メンテナーの不足を理由に2024年初頭に中止された。